# Sigmar Wittig
Sigmar Wittig (Niemcza, 25 de fevereiro de 1940) é um engenheiro alemão.

## Vida
Estudou engenharia mecânica na Universidade Técnica de Aachen, onde obteve o doutorado em 1967. Em seguida passou nove anos nos Estados Unidos, como professor associado da Universidade de Purdue.

## Carreira
Em 1976 retornou à Alemanha, para a Universidade de Karlsruhe, como chefe do Instituto de Turbomáquinas Térmicas. De 1994 a 2002 foi reitor da universidade.
Foi presidente do conselho executivo do Centro Aeroespacial Alemão. Foi presidente do conselho da Agência Espacial Europeia de 1 de julho de 2005 a 30 de junho de 2007.
Sua atuação foi fundamental para o programa de intercâmbio entre a Universidade de Purdue e a Universidade de Karlsruhe denominado Global Engineering Alliance for Research and Education (GEARE).
Foi eleito membro da Academia Leopoldina em 1998 e da Academia de Ciências de Heidelberg.